# Liste der Naturdenkmale in Hörschhausen
Die Liste der Naturdenkmale in Hörschhausen nennt die im Gemeindegebiet von Hörschhausen ausgewiesenen Naturdenkmale (Stand 4. Juni 2024).

## Naturdenkmale
| Nr.         | Bezeichnung | Lage                                              | Beschreibung                     | Bild                                    |
| ----------- | ----------- | ------------------------------------------------- | -------------------------------- | --------------------------------------- |
| ND-7233-011 | Hundsbaum   | südlich des Ortes; Flur Ober den Hundsbäumen Lage | Fagus sylvatica, um 1800 gekeimt | Direkt Bild zu diesem Denkmal hochladen |